# Ерманно Аебі
Ерманно Аебі (італ. Ermanno Aebi, 13 січня 1892, Мілан — 22 листопада 1976, Мілан) — італійський футболіст, що грав на позиціях півзахисника і нападника за «Інтернаціонале» і національну збірну Італії. Дворазовий чемпіон Італії. 
По завершенні ігрової кар'єри — футбольний арбітр.

## Клубна кар'єра
У дорослому футболі дебютував 1910 року виступами за міланський «Інтернаціонале», кольори якого і захищав протягом наступних тринадцяти років. Двічі, у 1910 і 1920 роках допомагав «Інтеру» здобувати перемоги У чемпіонаті Італії. Був одним з головних бомбардирів команди, маючи середню результативність на рівні 0,75 гола за гру першості.

## Виступи за збірну
1920 року брав участь у двох товариських матчах у складі національної збірної Італії. У першому з них, проти збірної Франції, відзначився хет-триком, зробивши внесок у розгром суперника з рахунком 9:4.

## Подальше життя
Завершивши виступи на полі, залишився у футболі, ставши футбольним арбітром. Протягом 1923—1928 судив матчі найвищого італійського футбольного дивізіону.
Помер 22 листопада 1976 року на 85-му році життя в Мілані.
| Дата      | Місто | Господарі | Результат | Гості   | Турнір           | Голи | Примітки |
| --------- | ----- | --------- | --------- | ------- | ---------------- | ---- | -------- |
| 18-1-1920 | Мілан | Італія    | 9 – 4     | Франція | товариський матч | 3    |          |
| 28-3-1920 | Берн  | Швейцарія | 3 – 0     | Італія  | товариський матч | -    |          |
| Усього    |       | Матчів    | 2         |         | Голів            | 3    |          |

## Титули і досягнення
- Чемпіон Італії (2):

«Інтернаціонале»: 1909-1910, 1919-1920